# Nuestro Padre Jesús Cautivo (Santa Cruz de Tenerife)
La imagen de Nuestro Padre Jesús Cautivo es una talla que representa a Jesucristo cautivo que se venera en la Iglesia Matriz de la Concepción de la ciudad de Santa Cruz de Tenerife (Islas Canarias, España), siendo el titular de la Real Cofradía de Jesús Cautivo y la Esperanza Macarena, filial de la Hermandad de la Macarena de Sevilla.
La imagen toma su advocación de Nuestro Padre Jesús Cautivo que venera la Cofradía del Cautivo de Málaga.

## Historia
La imagen es obra del escultor sevillano Juan Delgado Martín-Prat, quien lo realizara en 1999 y siendo una de las obras cumbres de su autor, es una imagen de vestir, en la que el cuerpo esta solo esbozado y los brazos articulados para poder colocarle la túnica. La mano se une al brazo mediante una espiga. Está realizado en madera de cedro policromada al óleo, según el modo y la técnica propia de Sevilla.
El encargo de la obra fue realizado personalmente por el teniente de hermano mayor de la corporación, Joaquín Sánchez Gómez, quién se desplazó expresamente a la capital hispalense para efectuarlo. Generalmente el Cristo lleva una túnica morada, aunque también es muy popular la túnica blanca. La imagen aparece coronada con las tres potencias sobre su cabeza.
En la Semana Santa de 2015, el Cautivo estrenó una nueva túnica realizada en rojo cardenalicio, con cordones y aplicaciones de oro y pedrería de Swarovski. Dicha prenda fue realizada por Jaime Estévez, quién es el camarero oficial de las imágenes del Cautivo y La Macarena de Santa Cruz, además de serlo de la Virgen de Candelaria, la patrona de Canarias.
El 5 de abril de 2025 realizó una procesión extraordinaria con motivo del 25 aniversario de su hechura.

## Procesión
El Santo Cristo realiza su estación de penitencia la noche del Jueves Santo en la Iglesia de San Francisco de Asís acompañado por la imagen de María Santísima de la Esperanza Macarena. La imagen es llevada en la actualidad por 28 mujeres costaleras que llevan sobre sus hombros más de 800 kilos durante casi cuatro horas.
Desde 2012 la imagen del Cautivo también procesiona el Viernes Santo en la Procesión Magna Interparroquial, acompañado de su cofradía y de otras imágenes de la Semana Santa de Santa Cruz de Tenerife.

## Galería fotográfica

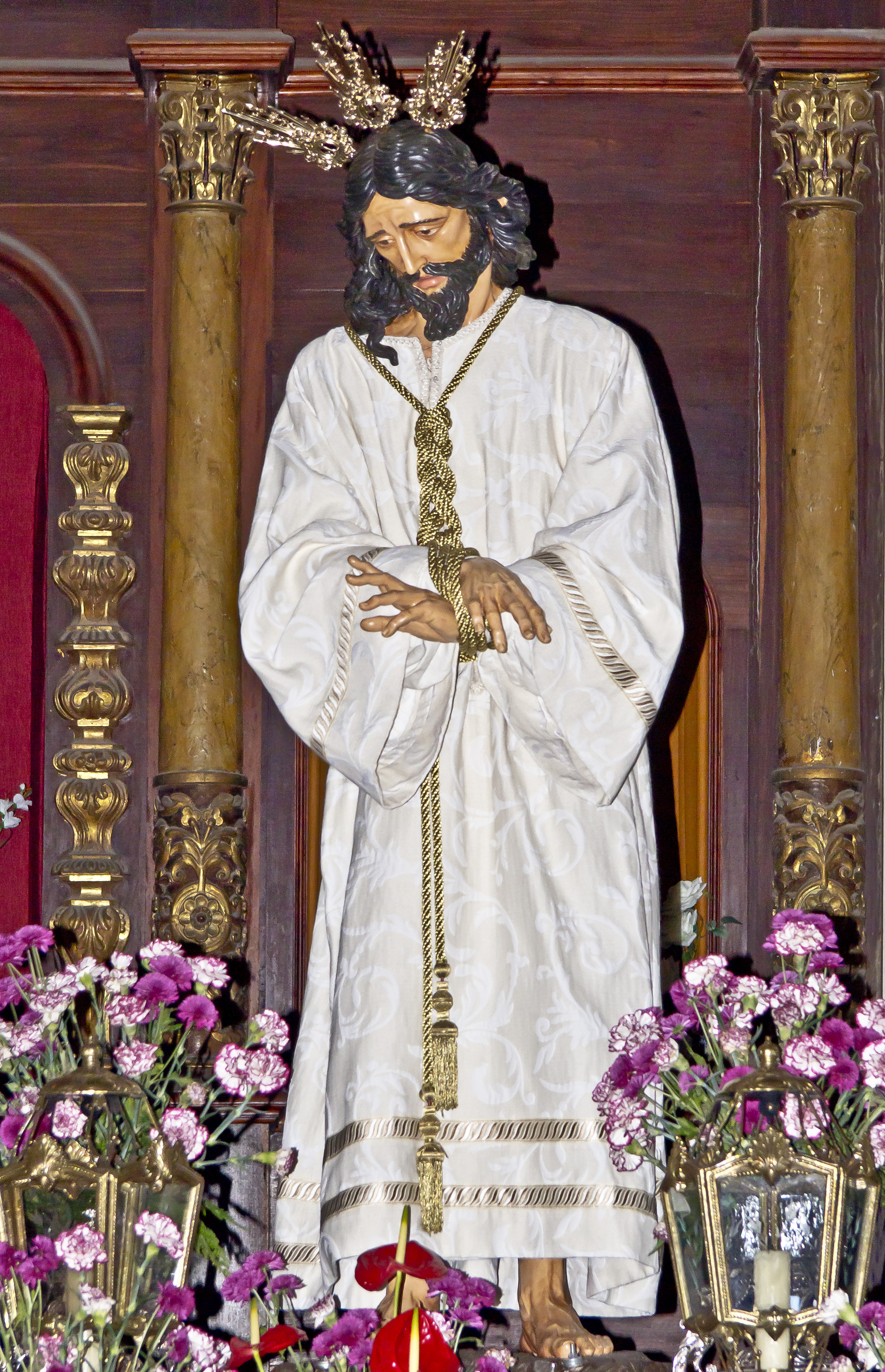
Nuestro Padre Jesús Cautivo, vestido con la túnica blanca.
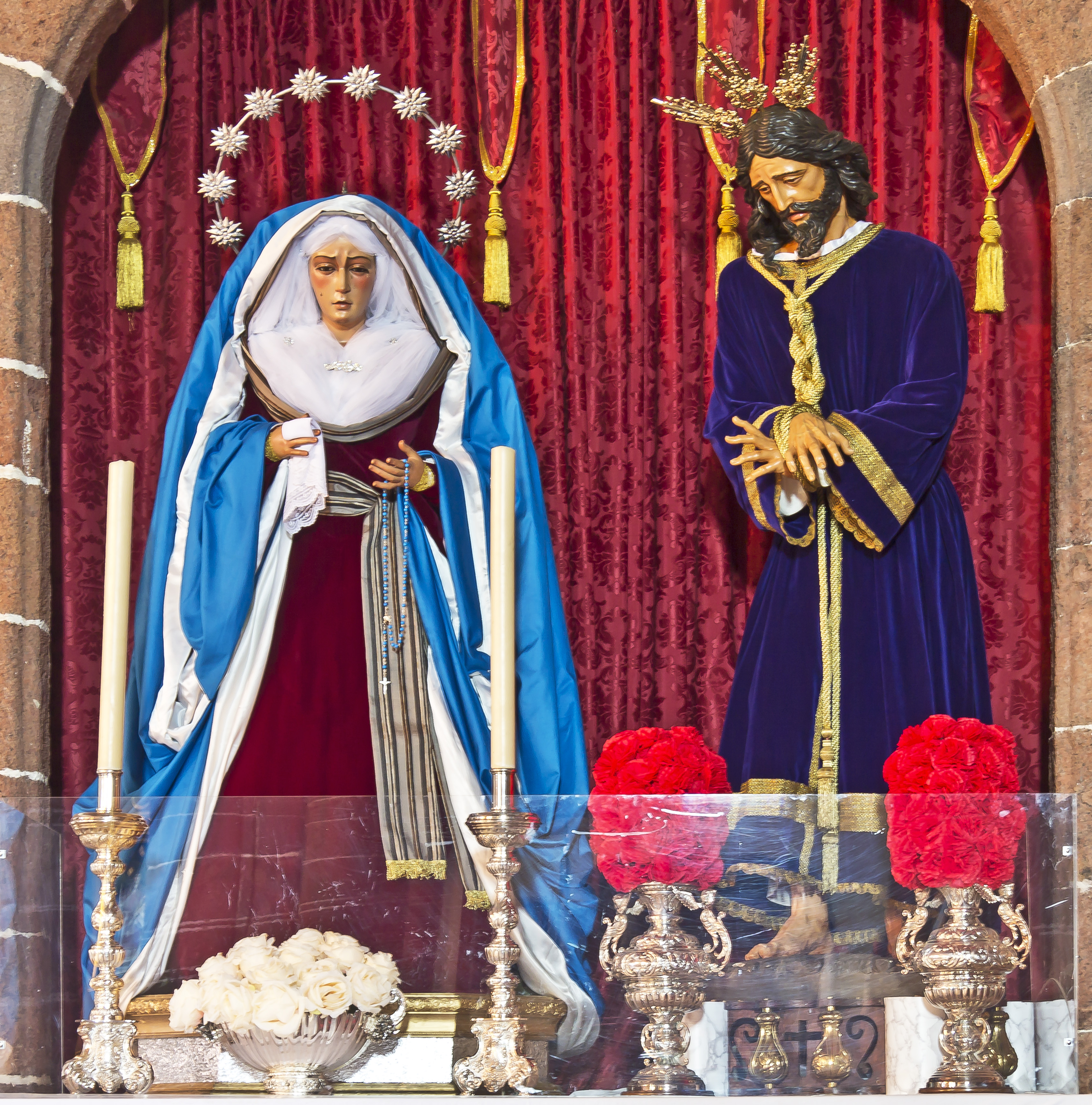
El Cautivo junto a María Santísima de la Esperanza Macarena (vestida de hebrea).